# Tusenøyane
Tusenøyane (Dansk: Tusindøerne) er en øgruppe som er en del af arkipelaget Svalbard. Den er placeret i Barentshavet, og ligger umiddelbart syd for Edgeøya. Tusenøyane indeholder over 40 øer og skær, hvoraf de største er: Brotskjer, Kulstadholmane, Utsira, Tufsen, Proppen, Kong Ludvigøyane, Bölscheøya, Hornøya, Tiholmane, Meinickeøyane, Sletteøya, Schareholmane, Skråholmen, Brækmoholmane, Tareloppa, Vindholmen, og Menkeøyane.
Øgruppen er en del af Søraust-Svalbard naturreservat og havet omkring er svært tilgængeligt på grund af det ikke officielt er kortlagt.
Den britiske opdagelsesrejsende William Scoresby navngav i 1820 øgruppen til det nuværende.